# Förstakammarvalet i Sverige 1874
Förstakammarvalet i Sverige 1874 var egentligen flera fyllnadsval i Sverige. Valet utfördes av landstingen och i de städer som inte hade något landsting utfördes valet av stadsfullmäktige.

## Invalda riksdagsmän
Stockholms stads valkrets:
- Oscar Björnstjerna

Södermanlands läns valkrets:
- Claes Magnus Lewenhaupt

Jönköpings läns valkrets:
- Andreas Andersson

Gotlands läns valkrets:
- Rudolf Horn

Kristianstads läns valkrets:
- Per Nilsson

Göteborgs och Bohus läns valkrets:
- Sven Adolf Hedlund
- Arthur Koch

Göteborgs stads valkrets:
- Janne Ekman

Älvsborgs läns valkrets:
- Anders Olsson
- Johannes Petersson
- Conrad Svanberg

Skaraborgs läns valkrets:
- Anders Larsson

Värmlands läns valkrets:
- Carl Rhodin

Örebro läns valkrets:
- Nils Sundin

Västmanlands läns valkrets:
- Lars Lindberg

Kopparbergs läns valkrets:
- Theodor Svedberg
- Henric Gahn

Västerbottens läns valkrets:
- Frithiof Grafström

Norrbottens läns valkrets:
- Adolf Wilhelm Roos
- Sigurd Ribbing